# Parafia wojskowa Ducha Świętego w Olesznie
Parafia wojskowa pw. Ducha Świętego w Olesznie znajduje się w Dekanacie Wojsk Lądowych Ordynariatu Polowego Wojska Polskiego (do roku 2012 parafia należała do Pomorskiego Dekanatu Wojskowego). Jej proboszczem jest ks. ppłk Wiesław Orłowski. Obsługiwana przez księży diecezjalnych. Erygowana 15 grudnia 2000. Mieści się przy ulicy Głównej.